# حسن کرمی قراملکی
حسن کرمی قراملکی (متولد ۱۳۶۲، تبریز) نویسنده، مهندس فناوری اطلاعات و گردشگر ایرانی است.

## زندگی‌نامه
حسن کرمی قراملکی (زاده ١٣۶٢- تبریز)، فارغ‌التحصیل کارشناسی ارشد مهندسی فناوری اطلاعات از دانشگاه شیراز است. 
حسن کرمی در تابستان سال ۱۳۸۶ شمسی (۲۰۰۷ میلادی) -که از طرف سازمان یونسکو با عنوان سال بزرگداشت مولانا نام‌گذاری شده بود- به خاطر علاقه‌اش به مولانا و همچنین سفر با دوچرخه، سفری با دوچرخه را از شهر تبریز (شهر شمس تبریزی) به شهر قونیه، ترکیه و ازآنجا به شهر دمشق را آغاز می‌کند و مسیری که شمس و مولانا چندین بار طی کرده بودند را رکاب می‌زند. وی با توجه به خاطرات و تجربیات این سفر، در سال ۱۳۹۶ بعد از ۱۰ سال تحقیق، کتابی با عنوان «رکاب‌زنان در پی شمس» را با سرمایه شخصی خود به چاپ می‌رساند که این کتاب در یازدهمین دوره «جایزه ادبی جلال آل احمد» و سی و ششمین «جایزه کتاب سال ایران» عنوان برگزیده را برای خود کسب می‌کند.